# Kjøkøy
Kjøkøy est une île de la commune de Fredrikstad, dans le comté d'Østfold en Norvège.

## Description
L'île de 1,4 km2 se trouve dans l'Oslofjord extérieur, juste au sud-est de l'île Kråkerøy à laquelle est elle reliée par un pont.
À l'automne 2013, un crâne a été trouvé au bord de l'eau qui s'est avéré être de la période des Invasions barbares, c'est-à-dire de la période s'étendant de 420 à 570 après J.C.

## Fort de Kjøkøy
Sur l'île se trouve le fort de Kjøkøy , qui a été construit pendant la Seconde Guerre mondiale par la puissance occupante allemande et a été en service actif dans la défense norvégienne jusqu'à la fin des années 1980. Il a été décidé de fermer le fort de Kjøkøy en 1993, mais la Garde nationale norvégienne a continué à utiliser la zone jusqu'en 2008, lorsque la municipalité de Fredrikstad a repris la zone actuellement. La partie restante de la zone de l'ancien fort a été convertie en zone récréative.